# Le Sambuc (Arles)
Pour les articles homonymes, voir Sambuc.
Le Sambuc est un village français appartenant à la commune d'Arles dans le département des Bouches-du-Rhône. En 2006, il compte 530 habitants.

## Géographie

### Accès
Le hameau de Sambuc est situé au sud-est d'Arles, entre le Rhône et l'étang de Vaccarès, à l'intérieur du delta de la Camargue. L'accès principal, depuis Arles est la route départementale 36.

### Hydrographie
Le Sambuc est arrosé par le « Grand Rhône », à l'est. De nombreux étangs et marais entourent le hameau, dont celui de Vaccarès, à l'ouest.

## Histoire
La seigneurie du Sambuc a appartenu à plusieurs membres de la famille de Clapiers :
- Jean de Clapiers (1554 - 1604), seigneur de Sambuc
- François de Clapiers (1524 - 1588), marié en 1548 avec Marguerite de Séguiran, dame de Vauvenargues
- Jean de Clapiers (1554 - 1604), fils des précédents, seigneur de Sambuc, marié en 1593 avec sa cousine Catherine de Clapiers
- Esprit de Clapiers, seigneur de Sambuc, marié en 1622 avec Anne de Gaspari.

## Administration et services publics

### Administration

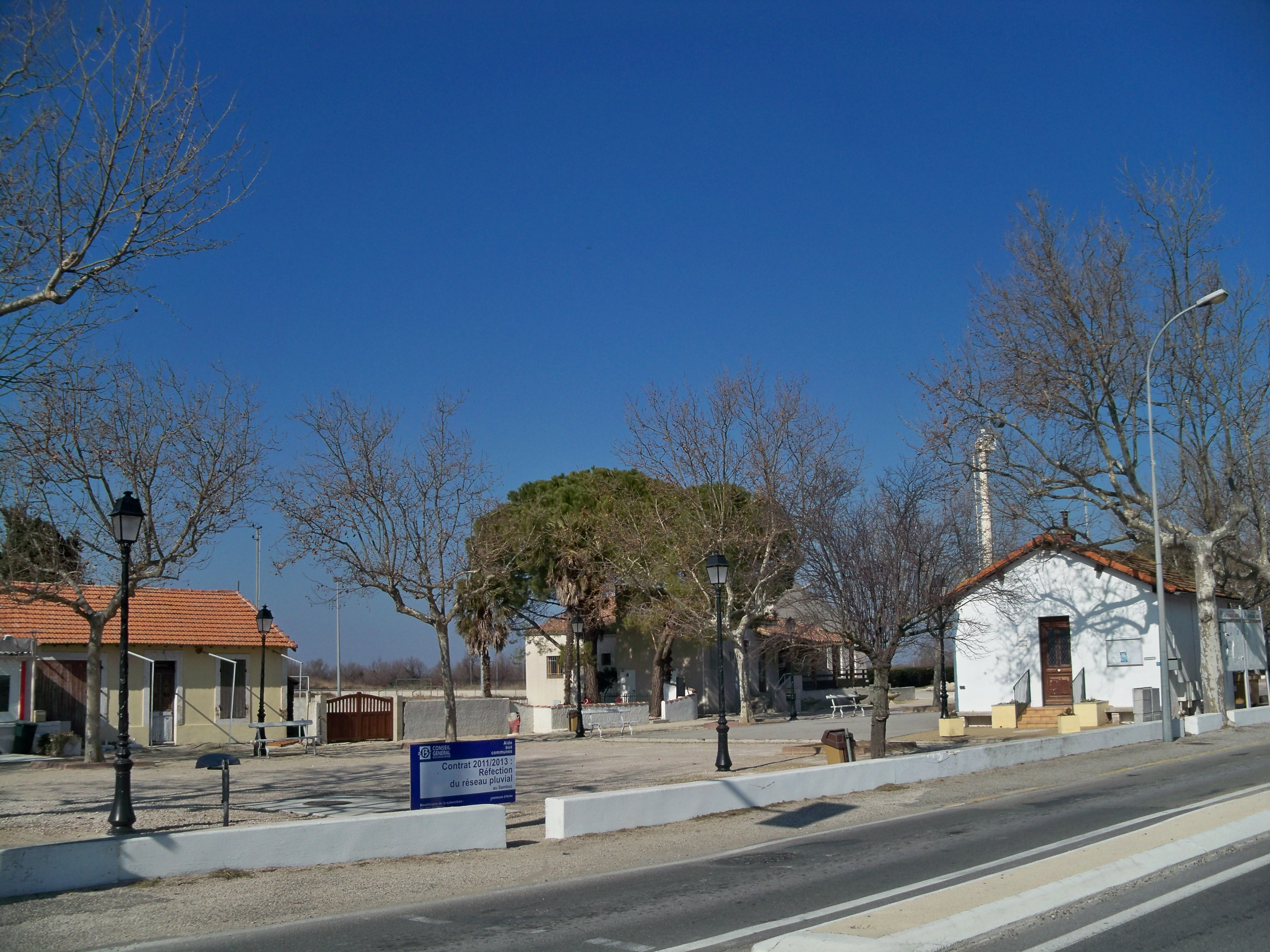
Mairie annexe du Sambuc

Le quartier du Sambuc dépend administrativement de la commune d'Arles. Une mairie annexe y est installée.
| Période                                  | Période  | Identité          | Étiquette | Qualité |
| ---------------------------------------- | -------- | ----------------- | --------- | ------- |
| 2008                                     | en cours | Philippe Martinez |           |         |
| Les données manquantes sont à compléter. |          |                   |           |         |

### Éducation
Les élèves du Sambuc peuvent poursuivre l'intégralité de leur étude sur la commune d'Arles. Le niveau maternelle et élémentaire se passe à l'école du hameau.

### Transports publics
Le Sambuc est relié au centre d'Arles, par la ligne « Agglo 10 : Lamartine - Salin-de-Giraud », avec six passages quotidien.

## Économie

### Agriculture
L'activité économique principale est liée au domaine agricole : plusieurs manades d'élevages taurins, dont celle de Cyril et Francis Colombeau, riziculture.

### Tourisme
Le village tient à entretenir ses traditions et organise régulièrement des fêtes votives et d'autres festivités.

## Lieux et monuments
- Église de la Nativité de la Vierge du Sambuc (XVIIe siècle)[8],[9]
- Mas de Peint,
- Mas de la Tour du Cazeau.
- Arènes du Sambuc, inaugurées le 25 juillet 2014[10].

### Domaine de la Tour de Valat
Cet espace, entre Le Sambuc et l'étang de Vaccarès, est un domaine ayant pour but la conservation et l'étude scientifique des zones humides. Une activité de recherches y est également développée.